# Henry Clinton (1730-1795)
Pour les articles homonymes, voir Clinton.
Henry Clinton (16 avril 1730–23 décembre 1795) est un général britannique.

## Biographie
Henry Clinton passe une partie de son enfance à New York, dont son père, l'amiral George Clinton, est gouverneur au nom de la couronne britannique de 1743 à 1753. Il participe à la guerre de Sept Ans comme aide de camp du duc de Brunswick et fut sérieusement blessé à la bataille de Freiberg. Au cours de cette période, il se lie avec plusieurs américains au service du duc de Brunswick qui deviennent ses adversaires lors de la guerre d'indépendance des États-Unis, tel le général Charles Lee ou le major-général William Alexander. Promu major-général de la British Army en 1772, il obtient la même année un siège au Parlement. Après avoir servi dans la guerre d'Amérique (1775), sous John Burgoyne et William Howe, il devient commandant en chef des forces britanniques en Amérique. 
Le 3 mai 1775 il s'échoue au cap Fear.
Il entre à New York, s'empare de Rhode Island et de Charlestown (Massachusetts), mais subit ensuite des revers quoiqu'il eût réussi à corrompre le général américain Arnold. Il est rappelé en 1781.
Il publie en 1784 des Réflexions sur la guerre d'Amérique.
En 1795, il est nommé gouverneur de Gibraltar mais meurt peu après à Londres avant d'avoir pu assumer ses fonctions.

## Source
Cet article comprend des extraits du Dictionnaire Bouillet. Il est possible de supprimer cette indication, si le texte reflète le savoir actuel sur ce thème, si les sources sont citées, s'il satisfait aux exigences linguistiques actuelles et s'il ne contient pas de propos qui vont à l'encontre des règles de neutralité de Wikipédia.